# Munkholmen

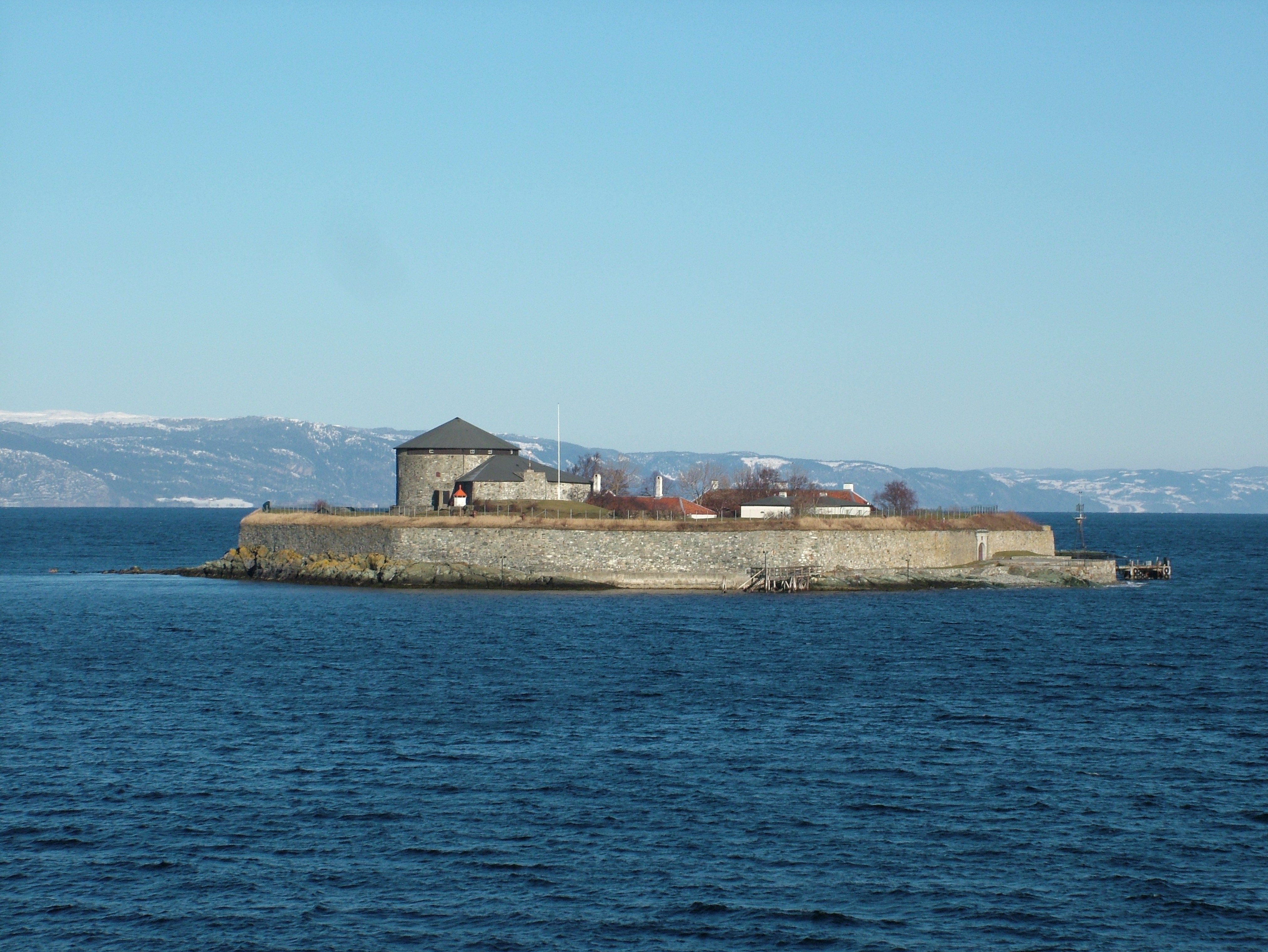
Vista de Munkholmen

Munkholmen (do norueguês, significando o Ilhéu dos Monges) é um ilhéu a norte de Trontêmio, Noruega. O ilhéu serviu como local de execuções, como mosteiro, fortaleza, prisão, entre outras utilizações. Actualmente é uma popular atracção turística e sítio de recreação.